# Nova Direita (Portugal)
A Nova Direita (ND) é um partido político português, da Direita (politica), que foi fundado em abril de 2022, em 9 de janeiro de 2024 a sua inscrição foi aceite pelo Tribunal constitucional.

## História
A sua presidente e fundadora, Ossanda Liber, depois de se desfiliar do partido Aliança, por onde foi candidata ao círculo eleitoral da Europa, nas eleições legislativas de 2022, e onde era vice-presidente, em abril de 2022, envolveu-se na criação de um novo partido no país, chamado Nova Direita, cujas assinaturas foram entregues ao Tribunal Constitucional em março de 2023, foi recusado pelo Tribunal Constitucional devido à falta do número mínimo de 7500 assinaturas. Na segunda vez, em dezembro de 2023, o Tribunal Constitucional indeferiu o pedido de inscrição como partido político do movimento Nova Direita, por considerar que os estatutos não cumprem os requisitos legais.

## Resultados eleitorais

### Eleições legislativas
| Data | Presidente    | Cl.  | Votos  | %             | +/-  | Deputados | +/-     | Status            |
| ---- | ------------- | ---- | ------ | ------------- | ---- | --------- | ------- | ----------------- |
| 2024 | Ossanda Liber | 13.º | 16 442 | 0,25 / 100,00 | Novo | 0 / 230   | Novo    | Extra-parlamentar |
| 2025 | Ossanda Liber | 15.º | 10.205 | 0,16 / 100,00 | 0,09 | 0 / 230   | Estável | Extra-parlamentar |